# Ceratodontidae
De Ceratodontidae zijn een familie van uitgestorven longvissen met fossielen die bekend zijn van het Vroeg-Trias tot het Eoceen.

## Taxonomie
Hoewel de bestaande longvis uit Queensland vroeger ook in deze familie werd ingedeeld vanwege zijn vergelijkbare uiterlijk, geeft fylogenetisch bewijs aan dat hij tot de andere familie Neoceratodontidae behoort. Ondanks de naam van de familie divergeerden Neoceratodontidae eerder van andere longvissen dan Ceratodontidae, hoewel naar schatting beide tijdens het Laat-Carboon samen met de rest van Ceratodontoidei zijn afgeweken.
Als gevolg van later divergeren is Ceratodontidae ook dichter bij de kroongroep van de onderorde Ceratodontoidei (die de uitgestorven Gnathorhizidae en de bestaande Lepidosirenidae bevat) dan Neoceratodontidae. Ceratodontidae dient als een zustergroep van een clade met Ptychoceratodontidae, Lepidosirenidae en Gnathorhizidae, terwijl Neoceratodontidae een zustergroep is van de clade van Ceratodontidae en de andere drie families.

## Geslachten
De volgende geslachten zijn bekend uit de familie:
- Ariguna
- Ceratodus
- Epiceratodus
- Lupaceratodus
- Metaceratodus
- Microceratodus (?)
- Potamoceratodus
- Tellerodus
- Retodus

Paraceratodus werd ook geclassificeerd in deze familie, maar fylogenetisch bewijs ondersteunt dat het het meest basale lid van Ceratodontoidei is.